# Opistognathus
Opistognathus – rodzaj ryb promieniopłetwych z rodziny Opistognathidae, obejmujący gatunki występujące we wszystkich oceanach.

## Systematyka
Do rodzaju w zależności od ujęcia systematycznego należą następujące gatunki:
| - Opistognathus adelus - Opistognathus afer - Opistognathus albicaudatus - Opistognathus alleni - Opistognathus annulatus - Opistognathus aurifrons - Opistognathus brasiliensis - Opistognathus brochus - Opistognathus castelnaui - Opistognathus crassus - Opistognathus cuvierii - Opistognathus cyanospilotus - Opistognathus darwiniensis - Opistognathus decorus - Opistognathus dendriticus - Opistognathus dipharus - Opistognathus elizabethensis - Opistognathus evermanni - Opistognathus eximius - Opistognathus fenmutis - Opistognathus fossoris - Opistognathus galapagensis | - Opistognathus gilberti - Opistognathus hongkongiensis - Opistognathus hopkinsi - Opistognathus inornatus - Opistognathus iyonis - Opistognathus jacksoniensis - Opistognathus latitabundus - Opistognathus leprocarus - Opistognathus liturus - Opistognathus lonchurus - Opistognathus longinaris - Opistognathus macrognathus - Opistognathus macrolepis - Opistognathus margaretae - Opistognathus maxillosus - Opistognathus megalepis - Opistognathus melachasme - Opistognathus muscatensis - Opistognathus nigromarginatus - Opistognathus nothus - Opistognathus panamaensis - Opistognathus papuensis | - Opistognathus pardus - Opistognathus punctatus - Opistognathus randalli - Opistognathus reticeps - Opistognathus reticulatus - Opistognathus rhomaleus - Opistognathus robinsi - Opistognathus rosenbergii - Opistognathus rosenblatti - Opistognathus rufilineatus - Opistognathus scops - Opistognathus seminudus - Opistognathus signatus - Opistognathus simus - Opistognathus smithvanizi - Opistognathus solorensis - Opistognathus stigmosus - Opistognathus variabilis - Opistognathus verecundus - Opistognathus walkeri - Opistognathus whitehursti |

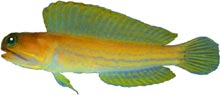
Opistognathus lonchurus
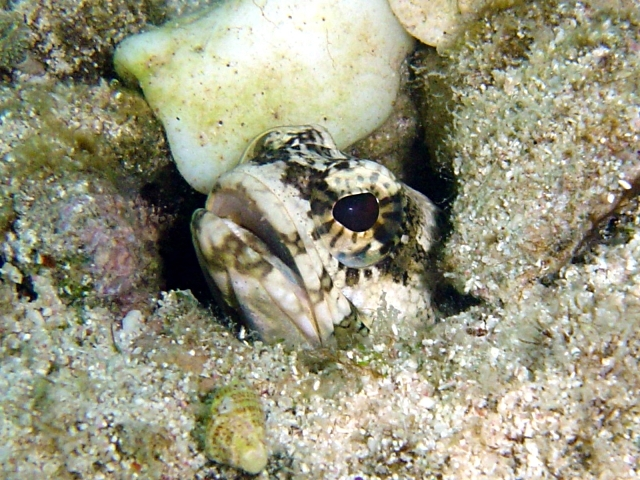
Opistognathus macrognathus
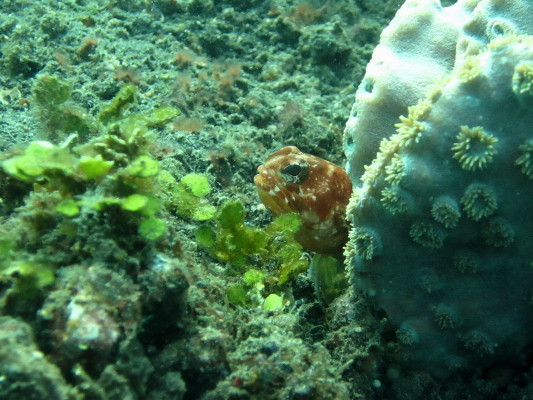
Opistognathus muscatensis
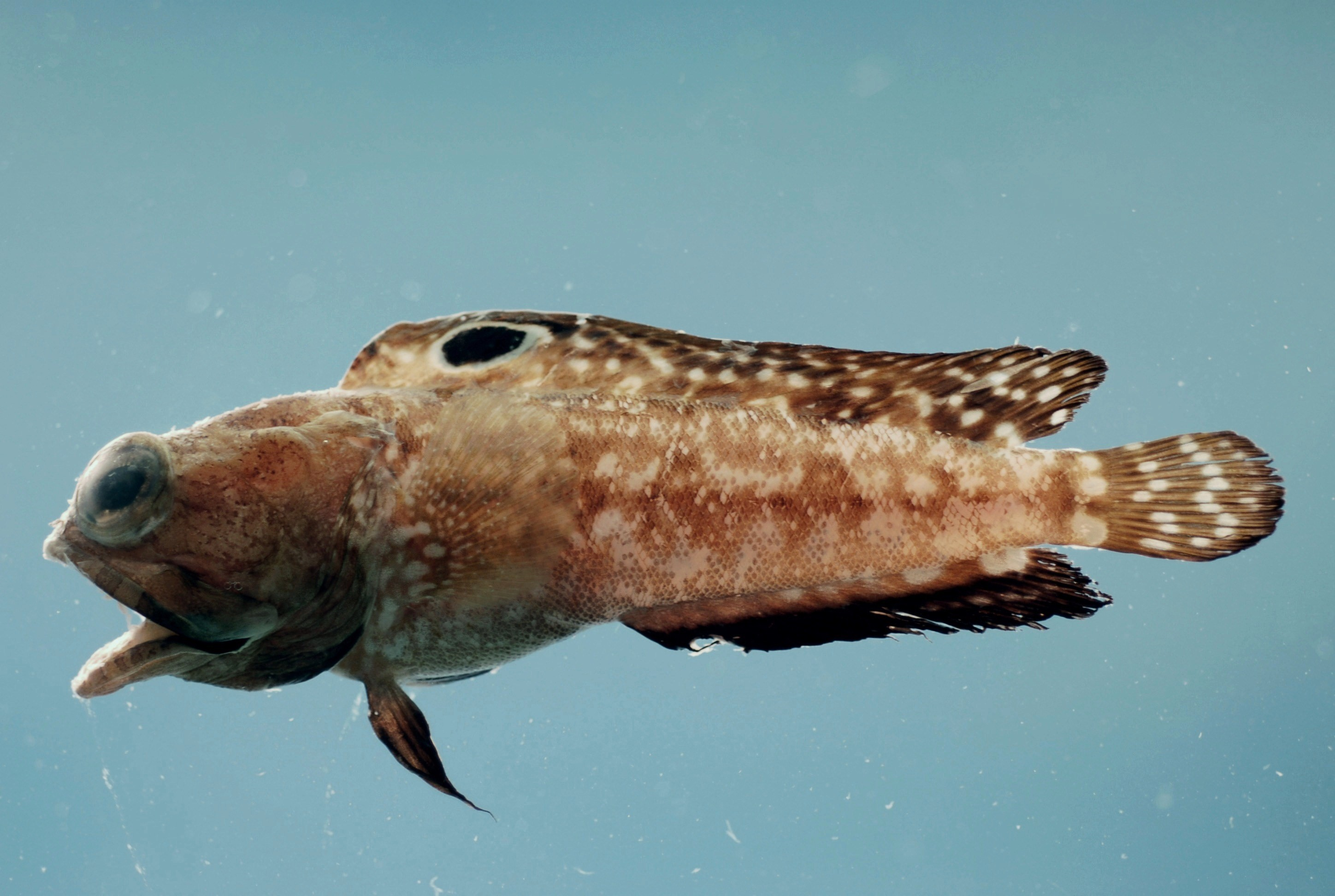
Opistognathus robinsi